# Privo di titolo
Privo di titolo è un romanzo di Andrea Camilleri pubblicato dall'editore Sellerio nel 2005.
In una nota posta al termine del romanzo, Camilleri riferisce le fonti storiche dalle quali prese ispirazione per le vicende narrate.
Il documento principale a cui l'autore ha attinto è stato il libro di Walter Guttadauria dal titolo Fattacci di gente di provincia (Edizioni Lussografica, Caltanissetta 1993) di cui Camilleri si era in parte già servito per il racconto Meglio lo scuro inserito nella raccolta La paura di Montalbano. Il volume di Guttadauria racconta di un fatto di cronaca nera che ebbe protagonista il personaggio realmente esistito di Luigi "Gigino" Gattuso che nel romanzo diviene Calogero "Lillino" Grattuso.
Nel romanzo è narrata anche la storia surreale di Mussolinia, una città fantasma costruita in onore del Duce, che Camilleri ha tratto da varie fonti storiche che non ha voluto del tutto utilizzare per mantenere il tono fantastico del racconto.
Anche in questa come in altre opere precedenti Camilleri intreccia la storia narrata con "documenti", anch'essi di fantasia, costituiti da verbali di polizia, articoli di giornali ecc. riprodotti fedelmente nella veste tipografica che avrebbero avuto nella realtà.

## Trama
Camilleri compone il racconto come se al posto della macchina da scrivere avesse avuto una cinepresa e come se, realizzato il "film" del romanzo, ora stia in fase di montaggio, tagliando le scene, ricomponendole e adoperando la moviola.
Il racconto stesso inizia con un flashback: dal 1941, anno ambientato in un'aula scolastica dove viene letto l'avviso della commemorazione di un caduto fascista, la scena torna indietro a vent'anni prima, nel 1921.
Nella notte degli imbrogli dei giovani fascisti, in uno scuro vicolo, hanno organizzato un pestaggio del bolscevico Michele Lopardo che per difendersi spara un colpo di rivoltella che va a colpire Calogero, "Lillino", Grattuso. Lo stesso Lopardo si accusa dell'involontario omicidio ma grazie alla testimonianza "uditiva" di un'anziana cieca che stava a prendere il fresco su un balcone che si affacciava sul vicolo, il maresciallo dei carabinieri Tinebra scopre che il Grattuso in realtà è stato colpito a morte da un suo amico, Antonio Impallomèni, che partecipava alla bastonatura del bolscevico. Quindi Lopardo è innocente, ma ormai la propaganda fascista ha preso il via e in una serie di comizi, monumenti celebrativi e commemorazioni fa del camerata "Lillino" un martire della violenza comunista. Quello che era una semplice vittima di una morte accidentale, un morto "privo di titolo", diviene protagonista di un'enorme montatura politica.
Lopardo giudicato da un tribunale che ancora nel 1921 amministrava una giustizia non al servizio del regime, viene dichiarato innocente ma ormai quello che contava non era se fosse stato innocente o colpevole: la macchina propagandistica fascista aveva deciso per conto suo, con la giustizia del "manganello" e dell'"olio di ricino", che "Lillino" era un martire fascista, che questa era la verità a cui tutti dovevano attenersi e di conseguenza l'omicida Lopardo andava perseguitato in ogni modo.

### Mussolinia
Un'altra, questa volta non tragica ma ridicola e grottesca mascheratura fascista della verità, fu l'episodio storico della fondazione della città di Mussolinia.
«Nel maggio del 1924 il Presidente del Consiglio dei Ministri, Mussolini cavalier Benito, per mità già duce e per mità ancora no, addecide di fari una calata in Sicilia, terra che non gli fa sangue» (da A.Camilleri, Privo di titolo, Palermo 2005 pag.225) per omaggiare un fascista calatino, Giacomo Barone, capo di gabinetto del ministero degli esteri, del quale il quasi Duce è titolare. Ricevuta la notizia i fascisti di Caltagirone non riescono più a dormire, devono inventarsi qualcosa che impressioni il duce e rimanga per sempre nella sua memoria.
Quella di far inaugurare all'augusta persona la prima pietra della futura città "forestale", costruita in suo nome, in una boscosa radura della città, sembra essere un'ottima idea ma per il duce non può bastare andare a celebrare dei semplici alberi: occorre qualcosa di più "fascista" e si decide quindi di innalzarvi delle torri e un colonnato dallo stile "romano".
Avvenuta l'inaugurazione di Mussolinia, ci se ne dimenticò completamente sino a quando «una bella mattina del fivraro 1930» Giacomo Barone dopo aver conferito con il duce e averlo salutato romanamente sta per uscire quando «la voci del Duce l'apparalizza :"Barone a che punto è Mussolinia?" Se Mussolini gli sparava un colpo di revorbaro in mezzo alle scapole, di certo faciva meno effetto. Giacomo Barone varìa, s'afferra alla maniglia. Mussolinia? E che minchia è Mussolinia? Tutto 'nzemmula la faccenda gli torna in mente e addiventa di colpo sudatizzo. "M'informerò e vi farò sapere Duce"» (da A.Camilleri, op.cit. pag.277)
Chiamato d'urgenza l'architetto della posa della prima pietra i camerati di Caltagirone decidono di mettere su una scenografia della futura città che dopo una settimana di lavoro giorno e notte è pronta: si faranno delle foto che saranno offerte al Duce in un elegante album. Il Duce, dopo averle con un certo compiacimento vedute, quasi commovendosi, dirà: «Ho saputo che l'editore Sonzogno sta per pubblicare un libro, 'Cento città d'Italia'. Ditegli di inserire una foto, la più bella di questo album.» (A.Camilleri, op.cit.pag.280).
Fu così che i calatini scoprirono che nel bosco Santo Pietro esisteva una nuova città di cui ignoravano completamente l'esistenza.
Una mattina del febbraio del 1931 arrivò sulla scrivania del Duce un plico con una foto che ritraeva le torri di Mussolinia ma al posto della piazza ora vi era il mare con le sue barchette e le reti dei pescatori. Dietro la foto vi era scritto: «Non solo Caltagirone ha la sua città satellite, la sua città-giardino, ma adesso anche il mare batte alle sue mura» (A. Camilleri, op.cit., pag. 281).
Il Duce ordinò al segretario del partito che tutti i gerarchi nell'arco di cinquanta chilometri intorno a Caltagirone «dovivano andarsela a pigliare in quel posto».

## Edizioni
- Andrea Camilleri, Privo di titolo, Quinta ed., collana La memoria, Sellerio, 2005,  pp. 296, cap. 14, ISBN 88-389-2030-3.